# Vlaamse jaarmarkten
De Vlaamse jaarmarkten was een jaarmarktencyclus in het graafschap Vlaanderen tijdens de hoge en late middeleeuwen.
Al vóór 1100 bestond er in Vlaanderen een cyclus van op elkaar afgestemde jaarmarkten. Ze vonden onder meer plaats in Gent, Saint-Omer, Mesen en Torhout. Ieper en Rijsel worden voor het eerst vermeld in 1127, en Kortrijk in 1197. In 1200 kwam Brugge erbij.
Tegen het midden van de 13 eeuw kreeg een cyclus van vijf vrije markten vorm (franches foires, V fiestes de Flandres):
- Ieper (28 februari - 29 maart)
- Brugge (23 april - 22 mei)
- Torhout (24 juni - 24 juli)
- Rijsel (15 augustus - 14 september)
- Mesen (1 oktober - 1 november)

In een eerder stadium was Rijsel beconcurreerd door Kortrijk.
De steden lagen op een economische as die het graafschap doormidden sneed vanaf Brugge naar het zuidwesten. De data en afstanden waren zo georganiseerd dat handelaars vlot van de ene naar de andere markt konden doorreizen. Een jaarmarkt duurde in principe dertig dagen, onderverdeeld in vijftien inkomdagen, drie toogdagen, vier betalingsdagen en acht uitgangsdagen. 
Zoals de jaarmarkten van Champagne hadden de Vlaamse jaarmarkten een internationaal karakter. Een collectie schuldbekentenissen uit Ieper, opgesteld op gezag van de schepenen, toont een gemeenschap van Vlaamse, Italiaanse, Franse, Duitse en Engelse handelaars die communiceerden in het Picardisch Frans. Vanaf het begin van de 14e eeuw kwam dit internationale karakter ten einde door de ontwikkeling van Brugge tot een handelsmetropool. De Italianen bevoorraadden zich alleen nog over zee. Toch bleef de cyclus nog zeker tot de 16e eeuw voortbestaan met een meer regionaal belang.

## Voetnoten
1. ↑  Thérèse de Hemptinne en Martha Howell, "The lettres de foire of Ypres (second half XIIIth century). Windows into the commercial culture of a late medieval industrial giant" in: Les documents du commerce et des marchands entre Moyen Âge et époque moderne (XIIe-XVIIe s.), eds. Cristina Mantegna en Olivier Poncet, 2018, p. 133-152. DOI:10.4000/books.efr.37730